# Panolis juncta
Panolis juncta là một loài bướm đêm trong họ Noctuidae.